# جائحة كورونا في لوزان المركزية

الحالات المؤكدة في وسط لوزون حسب المقاطعة (حتى 7 مايو)

تم تأكيد انتشار جائحة مرض فيروس كورونا 2019 في وسط لوزون في الفلبين في 9 مارس 2020 ، وذلك عندما تم تأكيد أول حالة لمرض فيروس كورونا 2019 (COVID-19) في سان خوسيه ديل مونتي ، بولاكان. أكدت جميع المقاطعات، باستثناء أورورا، حالة واحدة على الأقل مصابة بCOVID-19.

## خلفية
تم الإبلاغ عن الحالة الأولى في البداية على أنها مقيمة في سانتا ماريا ، بولاكان ولكن تم توضيحها فيما بعد بأنها من سان خوسيه ديل مونتي ، ولا تزال في نفس المقاطعة. هذه الحالة ليس لديها تاريخ سفر للخارج. الحالة الأولى لكل محافظة حسب تاريخ التأكيد لها كما يلي:
بامبانجا - 13 مارس 
باتان - 14 مارس 
ويفا إسيجا - 22 مارس 
تارلاك وزامباليس - 26 مارس ؛  الحالة الأولى في تارلاك وهي امرأة تبلغ من العمر 75 عامًا من بارانجاي باتالان في بانيكي بينما الحالة الثانية فانها تبلغ من العمر 39 عامًا من بارانجاي بيناسلينج في جيرونا. الحالة الأولى في زامباليس هي لمواطن أمريكي عمره 73 عامًا يعيش في بارانجاي سان جريجوريو في سان أنطونيو، وكان قد سافر من كافيت إلى مانيلا قبل أن يعود إلى الإقليم في 15 مارس.
أولونجابو - 28 مارس 

## الاستجابة

### إعادة المواطنين من الخارج إلى البلاد
كانت لوزون المركزية أيضًا موقعًا للحجر الصحي الرئيسي للعائدين من الخارج، خاصة مركز نيو كلارك سيتي الرياضي في كاباس، تارلاك.
تم تأكيد أول حالتي مصابتين ب COVID-19 بين العائدين في نيو كلارك سيتي في 11 مارس.

### عمليات الإغلاق

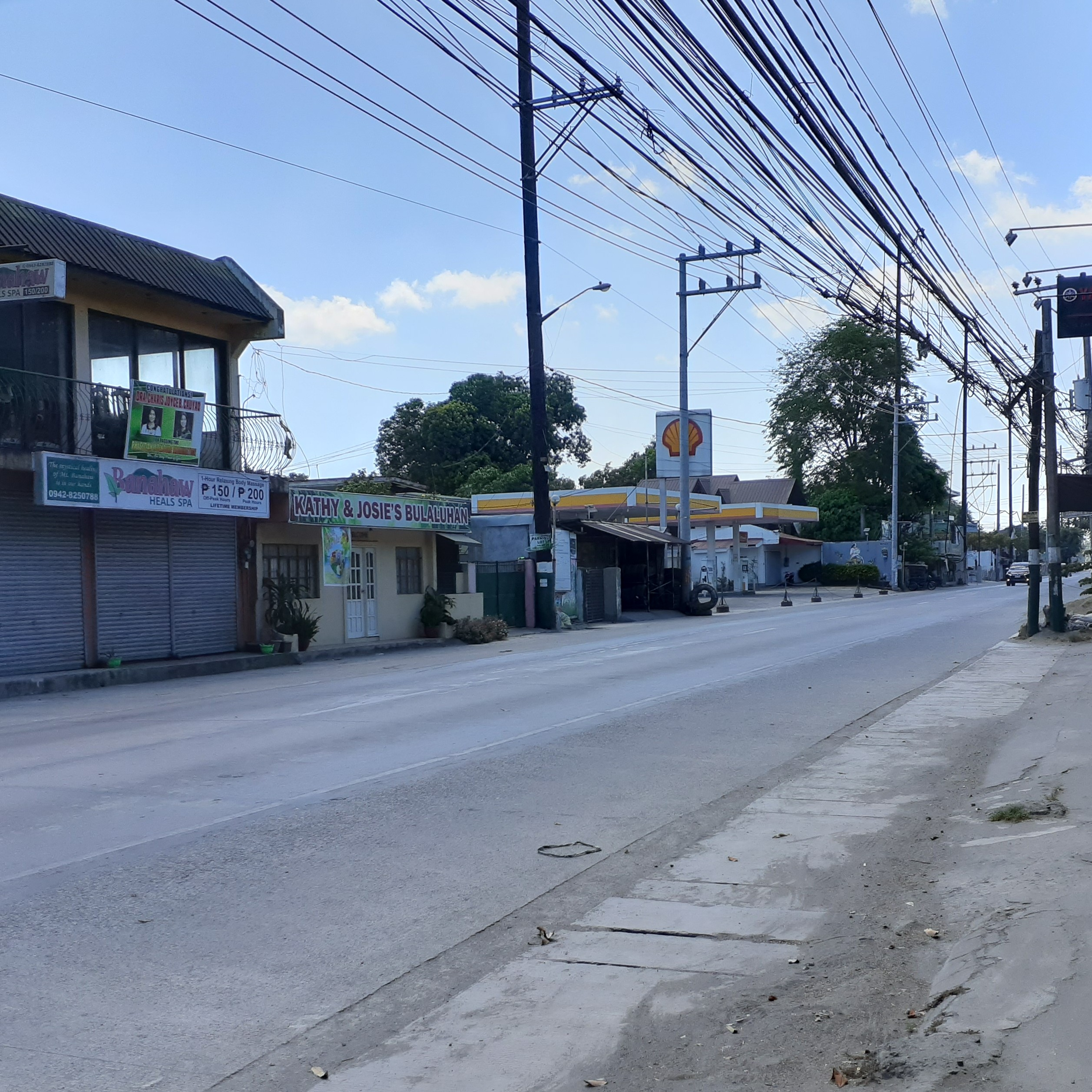
طريق بوليلان الإقليمي الفارغ في بوليلان ، بولاكان في 23 مارس 2020 ، خلال الحجر الصحي المجتمعي المحسن على مستوى لوزون

تقع المنطقة في نطاق الحجر الصحي المعزز للمجتمع المحلي في لوزون الذي فرضته الحكومة الوطنية في 16 مارس.

### مرافق الحجر الصحي
في أبريل، بدأت الحكومة الوطنية في تحويل مركز مؤتمرات الآسيان في منطقة كلارك فريبورت، وبامبانجا والمركز الإداري الحكومي الوطني في كاباس، تارلاك إلى مرافق الحجر الصحي للمصابين ب كوفيد-19. و سمحت إغليشا ني كريستو أيضًا للحكومة الوطنية بإقراض الساحة الفلبينية في Ciudad de Victoria في بوكلان ليتم إعادة استخدامها لنفس السبب. كما عرضت لجنة التفاوض الحكومية الدولية (INC) أجنحة الحديقة، أيضًا داخل CDV كمكان إقامة مؤقت للعاملين الصحيين.

## الفحوصات
تم اختبار حالات COVID-19 المشتبه بها في وسط لوزون في معهد أبحاث الطب الاستوائي(The research Institute for Tropical Medicine ) ومركز الرئة ( Lung Center of the Philippines) في الفلبين في مترو مانيلا.و يتم إعداد مستشفى خوسيه ب.لينجاد التذكاري الإقليمي في بامبانجا كمركز اختبار محتمل لـ COVID-19 للمنطقة.